# 25I-NBOMe
25I-NBOMe (2C-I-NBOMe) — психоактивное вещество из класса фенилэтиламинов, производное от 2C-I, синтезированное в 2003 году Ральфом Хеймом (Ralf Heim) в Свободном университете Берлина, в рамках кандидатской диссертации по теме синтеза и фармакологии агонистов серотониновых рецепторов 5-HT2A.
25I-NBOMe действует как сильный полный (селективный) агонист человеческого рецептора 5-HT2A, с Ki равным 0,044 nM, что делает это вещество в 16 раз более активным, чем 2C-I. Также помеченная изотопами форма 25I-NBOMe может быть использована для создания топографии размещения рецепторов 5-HT2A в мозге.
Впоследствии вещество изучалось командой университета Пердью под руководством Дэвида Николса.

## Дозировка
По некоторым источникам, 25I-NBOMe и другие NBOMe появлялись на рынке на марках и продавались как LSD на фестивалях и вечеринках, так как эффекты данных веществ крайне схожи.
Erowid ориентировочно предполагает, что пограничной дозой для человека является 50—250 мкг, лёгкая доза находится в границах между 200—600 мкг, обычная доза — 500—800 мкг, а сильная доза — 700—1500 мкг.

## Эффекты
Действие 25I-NBOMe, как правило, длится 6—10 часов при сублингвальном приёме. При интраназальном приёме эффекты длятся 4—6 часов. Тем не менее, эффекты могут продолжаться более 12 часов при больших дозировках, как сообщается в некоторых источниках.
| - Сильные зрительные искажения с открытыми и закрытыми глазами: шлейфы, изменение цветов, яркое восприятие цветовой информации и так далее; - Эйфория или улучшение настроения; - Физическая и психическая стимуляция; - Улучшение ассоциативного и креативного мышления; - Яркое восприятие звуков, глубокое восприятие музыки; - Возможный мистический опыт, влияющий на дальнейшую жизнь; - Ощущение любви и счастья; - Пробуждает синестезию у тех, кто, как правило, её не ощущает; усиление синестезии у уже́ подверженных ей. | (возможно появление при передозировках или высоких дозах) - бессонница - тошнота (возможна в первый час после приёма) - страх и паника - зацикленное бесконтрольное мышление - повторяющиеся зрительные/слуховые/тактильные галлюцинации или параноидная идеация - нежелательные ошеломляющие ощущения - нежелательный мистический опыт, изменяющий жизнь - смерть (при больши́х дозировках) - чувство разбитости после приёма |

Последствия приема
После приема 25I-NBOMe установлены случаи развития Длительного расстройства восприятия, вызванного галлюциногенами. Возможен летальный исход.

## Синтез
25I-NBOMe обычно синтезируется из 2C-I и 2-метоксибензальдегида посредством восстановительного аминирования.

## Правовой статус
В России все производные 2,5-диметоксифенэтиламина, в том числе и 25I-NBOMe, запрещены постановлением Правительства РФ от 6 октября 2011 года № 822.
С 15 ноября 2013 года 25I-NBOMe является контролируемой субстанцией (список I) в США.